# Infoanarkism

Infoanarkism är en politisk åskådning som förespråkar avskaffande eller inskränkningar i en eller flera former av immaterialrätt, såsom upphovsrätt och patenträtt.
Infoanarkismen har främst trätt fram under 1900- och 2000-talen i och med den teknologiska utvecklingen med bland annat kassettband och Internet. Ett exempel på infoanarkism var piratradion, som stod emot det svenska radiomonopolet, piratkopieringen av kassettband och spridningen av upphovsrättskyddat material via Internet.
Infoanarkism skall inte blandas ihop med digital socialism och piratism, även om det är en del av samma rörelse.
Det största svenska politiska partiet som förespråkar ideologin inom piratrörelsen är Piratpartiet.

## Begreppet infoanarkism
Även om tanken bakom infoanarkism har funnits länge är det som begrepp relativt nytt. Det började dyka upp i USA under tidigt 2000-tal och omnämndes för första gången i en artikel i den amerikanska tidskriften Time Magazine. 
Artikeln, med namnet "The Infoanarchist", handlade om Ian Clarke, grundaren av Freenet.